# Canton de Bonnat
Le canton de Bonnat est une circonscription électorale française située dans le département de la Creuse et la région Nouvelle-Aquitaine.
À la suite du redécoupage cantonal de 2014, les limites territoriales du canton sont remaniées. Le nombre de communes du canton passe de 13 à 18.

## Histoire
Le canton de Bonnat a été créé en 1790.
L'entrepreneur creusois Léon Chagnaud légua une partie de sa fortune au canton de Bonnat lors de sa mort en 1930.
Un nouveau découpage territorial de la Creuse entre en vigueur à l'occasion des élections départementales de mars 2015, défini par le décret du 17 février 2014, en application des lois du 17 mai 2013 (loi organique 2013-402 et loi 2013-403). Les conseillers départementaux sont, à compter de ces élections, élus au scrutin majoritaire binominal mixte. Les électeurs de chaque canton élisent au Conseil départemental, nouvelle appellation du Conseil général, deux membres de sexe différent, qui se présentent en binôme de candidats. Les conseillers départementaux sont élus pour 6 ans au scrutin binominal majoritaire à deux tours, l'accès au second tour nécessitant 12,5 % des inscrits au 1er tour. En outre la totalité des conseillers départementaux est renouvelée. Ce nouveau mode de scrutin nécessite un redécoupage des cantons dont le nombre est divisé par deux avec arrondi à l'unité impaire supérieure si ce nombre n'est pas entier impair, assorti de conditions de seuils minimaux. Dans la Creuse, le nombre de cantons passe ainsi de 27 à 15. Le nombre de communes du canton de Bonnat passe de 13 à 18.
Le nouveau canton de Bonnat est formé de communes des anciens cantons de Bonnat (12 communes) et de Châtelus-Malvaleix (6 communes) Le canton est entièrement inclus dans l'arrondissement de Guéret. Le bureau centralisateur est situé à Bonnat.

## Géographie
Ce canton est organisé autour de Bonnat dans l'arrondissement de Guéret. Son altitude varie de 210 m (Nouzerolles) à 515 m (Bonnat) pour une altitude moyenne de 332 m.

## Représentation

### Conseillers généraux de 1833 à 2015
| Période                                  | Période      | Identité                            | Étiquette           | Qualité |
| ---------------------------------------- | ------------ | ----------------------------------- | ------------------- | --- |
| 1833                                     | 1845         | M. Sallé                            |                     | Médecin à Chéniers |
| 1845                                     | 1852         | Auguste François Laroche            |                     | Président du Tribunal civil conseiller municipal de Guéret |
| 1852                                     | 1867         | Eugène Peyrot                       |                     | Notaire honoraire, maire de Bonnat (1858-1873) juge de paix |
| 1867                                     | 1892         | André Poissonnier (fils)            | Droite              | Notaire, Maire de Chéniers |
| 1893                                     | 1898         | Auguste Lacôte                      | Républicain Radical | Pharmacien puis médecin Député (1881-1898) |
| 1898                                     | 1910         | Paul Arrivière                      | Républicain         | Maître des requêtes au Conseil d'État Chef de secrétariat du Président de la République                                                                              |
| 1910                                     | 1930 (décès) | Léon Chagnaud (cousin du précédent) | Républicain         | Industriel, sénateur (1921-1930) Président du syndicat professionnel des entrepreneurs de travaux publics de France Propriétaire du château de Lasvy à Champsanglard |
| 1930                                     | 1940         | Camille Pinton                      | Rad.                | Président du Conseil d'administration de la succursale de la Caisse d'épargne de Guéret Maire de Bonnat                                                              |
|                                          |              |                                     |                     | |
| 1945                                     | 1949         | Maurice Cornette                    | Rad.                | Maire de Bonnat (1944-1971) |
| 1949                                     | 1979         | Jean Pinton                         | Rad.-RGR puis DVD   | Notaire à Bonnat |
| 1979                                     | 1985         | Nelly Commergnat                    | PS                  | Députée (1981-1986) (suppléante d'André Chandernagor) Maire de Bonnat (1973-1991)                                                                                    |
| 1985                                     | 1992         | René Le Caignec                     | DVD                 | Comptable puis ingénieur à Bonnat |
| 1992                                     | 2015         | Jean Commergnat                     | DVG puis PRG        | Docteur vétérinaire Maire de Bonnat (2013-2014) |
| Les données manquantes sont à compléter. |              |                                     |                     | |

### Conseillers d'arrondissement (de 1833 à 1940)
| Période                                  | Période | Identité              | Étiquette   | Qualité |
| ---------------------------------------- | ------- | --------------------- | ----------- | --- |
| 1833                                     | 1836    | Pierre-Alexis Fayolle |             | Maire de Champsanglard                                                                                      |
| 1836                                     | 1848    | Félix Peschant        |             | Propriétaire, cultivateur, adjoint au maire de Chéniers                                                     |
|                                          |         |                       |             | |
| 1919                                     |         | M. Mageton            | Radical     | |
|                                          |         |                       |             | |
| 1931                                     | 1940    | Henri Pimpaud         | Radical PRS | Notaire, maire de Chéniers                                                                                  |
| 1940                                     |         |                       |             | Les conseils d'arrondissement ont été suspendus par la loi du 12 octobre 1940 et n'ont jamais été réactivés |
| Les données manquantes sont à compléter. |         |                       |             | |

### Élections cantonales de mars 2004
- 1er tour

| Nom                | Parti politique | score obtenu |
| ------------------ | --------------- | ------------ |
| Georges Perrier    | FN              | 6,84 %       |
| Jean Commergnat    | PRG             | 30,44 %      |
| Michel Durand      | PCF             | 8,91 %       |
| Jean-Michel Pinton | DVD             | 28,89 %      |
| Benoît Berniguet   | SE              | 8 %          |
| Michel Garrigou    | DVG             | 5,43 %       |
| Jacky Vernier      | LCR             | 3,14 %       |
| Benoît Reix        | DVD             | 8,35 %       |

Il y a donc eu ballottage et un 2e tour
- 2e tour

| Nom                | Parti politique | score obtenu | résultat |
| ------------------ | --------------- | ------------ | -------- |
| Jean Commergnat    | PRG             | 56,97 %      | élu      |
| Jean-Michel Pinton | DVD             | 43,03 %      | battu    |

M. Jean Commergnat a donc été élu conseiller général du canton de Bonnat

### Conseillers départementaux après 2015
| Période élective | Période élective | Mandat    | Mandat            | Identité      | Nuance | Nuance | Qualité |
| ---------------- | ---------------- | --------- | ----------------- | ------------- | ------ | ------ | --- |
| 2015             | 2021             | 2015      | juin 2019 (décès) | Gérard Gaudin |        | LR     | Maire de Châtelus-Malvaleix (1983-1995), Vétérinaire Conseiller général du canton de Châtelus-Malvaleix (1985-2015) Premier vice-président du Conseil départemental chargé du budget et de l'administration générale |
| 2015             | 2021             | 2015      | 2021              | Hélène Pilat  |        | LR     | Préparatrice en pharmacie conseillère municipale de Bonnat, adjointe au maire depuis 2020 |
| 2015             | 2021             | juin 2019 | 2021              | Guy Marsaleix |        | LR     | Retraité de la Gendarmerie Maire de Mortroux, Président de la Communauté de communes Portes de la Creuse en Marche                                                                                                   |
| 2021             | 2028             | 2021      | en cours          | Guy Marsaleix |        | LR     | Conseiller sortant |
| 2021             | 2028             | 2021      | en cours          | Hélène Pilat  |        | LR     | Conseillère sortante |

### Résultats détaillés

#### Élections de mars 2015
À l'issue du 1er tour des élections départementales de 2015, deux binômes sont en ballottage : Gérard Gaudin et Hélène Pilat (Union de la Droite, 42,23 %) et Nadine Auger et Jean Commergnat (Union de la Gauche, 26,8 %). Le taux de participation est de 59,11 % (3 542 votants sur 5 992 inscrits) contre 58,65 % au niveau départementalet 50,17 % au niveau national.
Au second tour, Gérard Gaudin et Hélène Pilat (Union de la Droite) sont élus avec 61,82 % des suffrages exprimés et un taux de participation de 60,81 % (2 009 voix pour 3 645 votants et 5 994 inscrits).

#### Élections de juin 2021
Le premier tour des élections départementales de 2021 est marqué par un très faible taux de participation (33,26 % au niveau national). Dans le canton de Bonnat, ce taux de participation est de 37,88 % (2 186 votants sur 5 771 inscrits) contre 39,51 % au niveau départemental. À l'issue de ce premier tour, deux binômes sont en ballottage : Guy Marsaleix et Hélène Pilat (DVD, 70,23 %) et Sylvain Duquéroix et Julie Nicolas (binôme écologiste, 29,77 %).
Le second tour des élections est marqué une nouvelle fois par une abstention massive équivalente au premier tour. Les taux de participation sont de 34,3 % au niveau national, 40,97 % dans le département et 39,41 % dans le canton de Bonnat. Guy Marsaleix et Hélène Pilat (DVD) sont élus avec 70,78 % des suffrages exprimés (1 485 voix pour 2 274 votants et 5 770 inscrits),,. 

## Composition

### Composition avant 2015
Le canton de Bonnat regroupait treize communes.
| Nom                     | Code Insee | Codepostal | Superficie (km2) | Population (dernière pop. légale) | Densité (hab./km2) |
| ----------------------- | ---------- | ---------- | ---------------- | --------------------------------- | ------------------ |
| Bonnat (chef-lieu)      | 23025      | 23220      | 45,79            | 1 300 (2012)                      | 28                 |
| Le Bourg-d'Hem          | 23029      | 23220      | 15,39            | 224 (2012)                        | 15                 |
| Chambon-Sainte-Croix    | 23044      | 23220      | 6,66             | 90 (2012)                         | 14                 |
| Champsanglard           | 23049      | 23220      | 13,64            | 226 (2012)                        | 17                 |
| Chéniers                | 23062      | 23220      | 34,90            | 562 (2012)                        | 16                 |
| La Forêt-du-Temple      | 23084      | 23360      | 7,72             | 145 (2012)                        | 19                 |
| Linard                  | 23109      | 23220      | 12,60            | 166 (2012)                        | 13                 |
| Lourdoueix-Saint-Pierre | 23112      | 23360      | 44,73            | 786 (2012)                        | 18                 |
| Malval                  | 23121      | 23220      | 4,03             | 43 (2012)                         | 11                 |
| Méasnes                 | 23130      | 23360      | 27,63            | 572 (2012)                        | 21                 |
| Mortroux                | 23136      | 23220      | 13,28            | 298 (2012)                        | 22                 |
| Moutier-Malcard         | 23139      | 23220      | 25,81            | 536 (2012)                        | 21                 |
| Nouzerolles             | 23147      | 23360      | 8,17             | 103 (2012)                        | 13                 |

### Composition à partir de 2015
Le nouveau canton de Bonnat comprenait dix-huit communes entières à sa création.
À la suite de la fusion, au 1er janvier 2019, de Linard et de Malval pour former la commune de Linard-Malval, le nombre de communes descend à 17.
| Nom                            | Code Insee | Intercommunalité                 | Superficie (km2) | Population (dernière pop. légale) | Densité (hab./km2) | Modifier                                    |
| ------------------------------ | ---------- | -------------------------------- | ---------------- | --------------------------------- | ------------------ | ------------------------------------------- |
| Bonnat (bureau centralisateur) | 23025      | CC Portes de la Creuse en Marche | 45,79            | 1 354 (2022)                      | 30                 | modifier les données · modifier les données |
| Le Bourg-d'Hem                 | 23029      | CC du Pays Dunois                | 15,39            | 233 (2022)                        | 15                 | modifier les données · modifier les données |
| La Cellette                    | 23041      | CC Portes de la Creuse en Marche | 21,48            | 251 (2022)                        | 12                 | modifier les données · modifier les données |
| Chambon-Sainte-Croix           | 23044      | CC du Pays Dunois                | 6,66             | 86 (2022)                         | 13                 | modifier les données · modifier les données |
| Champsanglard                  | 23049      | CC Portes de la Creuse en Marche | 13,64            | 255 (2022)                        | 19                 | modifier les données · modifier les données |
| Châtelus-Malvaleix             | 23057      | CC Portes de la Creuse en Marche | 14,97            | 545 (2022)                        | 36                 | modifier les données · modifier les données |
| Chéniers                       | 23062      | CC du Pays Dunois                | 34,90            | 560 (2022)                        | 16                 | modifier les données · modifier les données |
| La Forêt-du-Temple             | 23084      | CC Portes de la Creuse en Marche | 7,72             | 143 (2022)                        | 19                 | modifier les données · modifier les données |
| Genouillac                     | 23089      | CC Portes de la Creuse en Marche | 35,76            | 724 (2022)                        | 20                 | modifier les données · modifier les données |
| Linard-Malval                  | 23109      | CC Portes de la Creuse en Marche | 16,63            | 207 (2022)                        | 12                 | modifier les données · modifier les données |
| Lourdoueix-Saint-Pierre        | 23112      | CC Portes de la Creuse en Marche | 44,73            | 720 (2022)                        | 16                 | modifier les données · modifier les données |
| Méasnes                        | 23130      | CC Portes de la Creuse en Marche | 27,63            | 525 (2022)                        | 19                 | modifier les données · modifier les données |
| Mortroux                       | 23136      | CC Portes de la Creuse en Marche | 13,28            | 276 (2022)                        | 21                 | modifier les données · modifier les données |
| Moutier-Malcard                | 23139      | CC Portes de la Creuse en Marche | 25,81            | 558 (2022)                        | 22                 | modifier les données · modifier les données |
| Nouziers                       | 23148      | CC Portes de la Creuse en Marche | 14,33            | 250 (2022)                        | 17                 | modifier les données · modifier les données |
| Roches                         | 23162      | CC Portes de la Creuse en Marche | 25,55            | 371 (2022)                        | 15                 | modifier les données · modifier les données |
| Saint-Dizier-les-Domaines      | 23188      | CC Portes de la Creuse en Marche | 15,89            | 203 (2022)                        | 13                 | modifier les données · modifier les données |
| Canton de Bonnat               | 2304       |                                  | 380,16           | 7 261 (2022)                      | 19                 | modifier les données                        |

## Démographie

### Démographie avant 2015
| 1962  | 1968  | 1975  | 1982  | 1990  | 1999  | 2006  | 2011  | 2012  |
| ----- | ----- | ----- | ----- | ----- | ----- | ----- | ----- | ----- |
| 8 445 | 7 742 | 6 642 | 6 150 | 5 738 | 5 342 | 5 214 | 5 069 | 5 051 |

### Démographie depuis 2015
En 2022, le canton comptait 7 261 habitants, en évolution de −0,12 % par rapport à 2016 (Creuse : −3,32 %, France hors Mayotte : +2,11 %).
| 2013  | 2018  | 2022  |
| ----- | ----- | ----- |
| 7 330 | 7 245 | 7 261 |